# Asoriba
Asoriba é uma empresa de tecnologia e uma aplicativo móvel que conecta igrejas evangélicas e adoradores. A sede da empresa é em Acra, Gana.

## História
Graduados da Meltwater Entrepreneurial School of Technology em Acra em 2014, Patrick Ohemeng Tutu, Jesse Johnson, Nana Agyemang-Prempeh e Salvador Dzage têm a ideia de uma aplicação para conectar igrejas e adoradores.  Em 2015, fundaram Asoriba.  O nome da empresa significa "filho da Igreja" em Twi.  Em abril de 2016, é uma das 10 principais empresas selecionadas de 450 empresas em todo o mundo pela Techstars para um programa de aceleradora de 3 meses. Em junho de 2016, possui 395 igrejas parceiras em Gana, Quênia, África do Sul, Nigéria e Estados Unidos, além de 30.000 seguidores registrados.  Em outubro de 2016, a Asoriba torna-se parceira da Interswitch nigeriana, para permitir doações via transferência de dinheiro móvel.  Em 2017, possui 1.100 igrejas parceiras em Gana, Quênia, África do Sul, Nigéria e Estados Unidos, além de 69.000 seguidores registrados. 

## Aplicativo móvel
Para os adoradores, o aplicativo permite acessar a conta de suas igrejas, além de receber mensagens de texto, áudios ou vídeos, visualizar a agenda e fazer doações. 

## Software
Para as igrejas, o software permite a comunicação com os membros e a gestão financeira. 

## Prêmios
- 2016: Melhor start-up na África,Seedstars Summit Prizes, Suíça[10]
- 2017: Startup de Tecnologia do Ano, Premium Bank Ghana Startup Awards, Gana[11]